# Hans Kollhoff
Hans Kollhoff (* 18. September 1946 in Lobenstein, Thüringen) ist ein deutscher Architekt und emeritierter Universitätsprofessor.

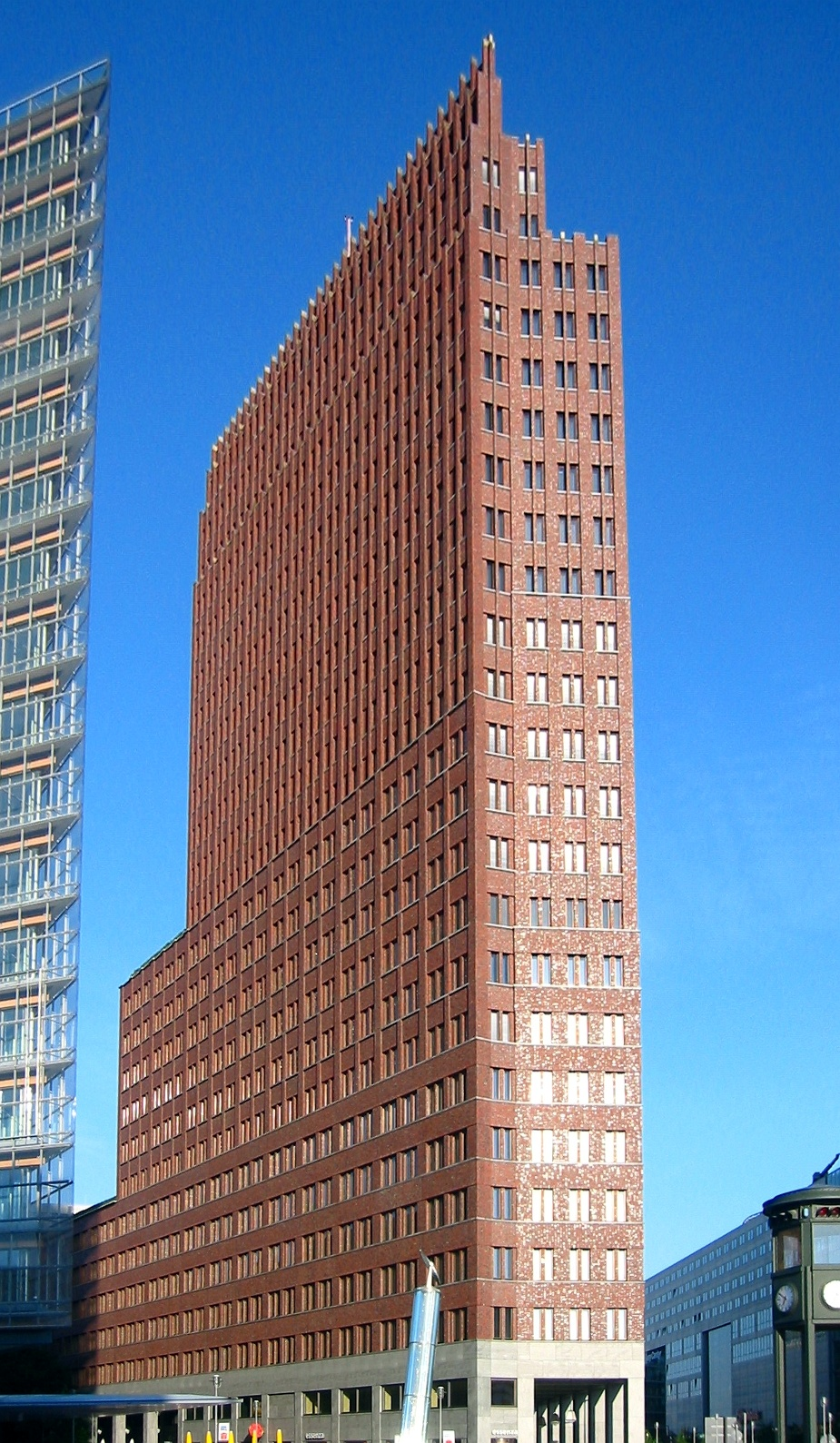
Kollhoff-Tower in Berlin, Potsdamer Platz

## Werdegang
Kollhoff studierte von 1968 bis 1973 Architektur an der Universität Karlsruhe und 1974 an der Technischen Universität Wien. 1975 diplomierte er in Karlsruhe bei Ottokar Uhl. Hiernach war er Stipendiat an der Cornell University/New York und war dort bis 1978 Assistent bei Oswald Mathias Ungers. Von 1978 bis 1983 war er Assistent an der TU Berlin.
Das 1978 mit Arthur Ovaska gegründete Berliner Büro führt Hans Kollhoff seit 1984 partnerschaftlich mit der Architektin Helga Timmermann. Von 1990 bis 2012 war er Professor für Architektur und Konstruktion an der ETH Zürich. Seinen internationalen Rang unterstreichen mehrere Gastprofessuren und zahlreiche Vortragsreisen im In- und Ausland. Er ist in Deutschland und Europa tätig, vorwiegend im Büro-, Geschäfts- und Wohnungsbau.
1993 gewann Kollhoff den städtebaulichen Ideenwettbewerb für den Alexanderplatz mit einem Konzept für dreizehn aufgesockelte 150 Meter hohe Hochhaustürme. Es hat nach Stagnation und einigen Modifikationen weiterhin Gültigkeit und ist inzwischen als Kollhoff-Plan bekannt.
Hans Kollhoffs späte Architektur fällt, im Gegensatz zu seinen ersten großen Projekten, vor allem durch klassische Baugestaltung und die Verwendung althergebrachter Materialien wie Naturstein und Ziegel in traditionell handwerklicher Verarbeitung auf. Die Architektur Hans Kollhoffs entwickelte sich zunehmend in Richtung einer betont traditionellen Formensprache, in der er oft klassizistische Motive aufgreift.
2009 scheiterte er mit einer Klage gegen den Bund gegen die Vergabe des Neubaus des Berliner Stadtschlosses an den Wettbewerbssieger Franco Stella. Kollhoff hatte mit seinem Büro den dritten Platz im Schlosswettbewerb belegt. Nach dem Urteil forderte er den Neustart des Vergabeverfahrens.
Kollhoff betreibt Ateliers in Berlin, Oberägeri in der Schweiz, in Florenz und in Den Haag.
Kollhoff lebt in Berlin und Florenz.

## Bauwerke (Auswahl)

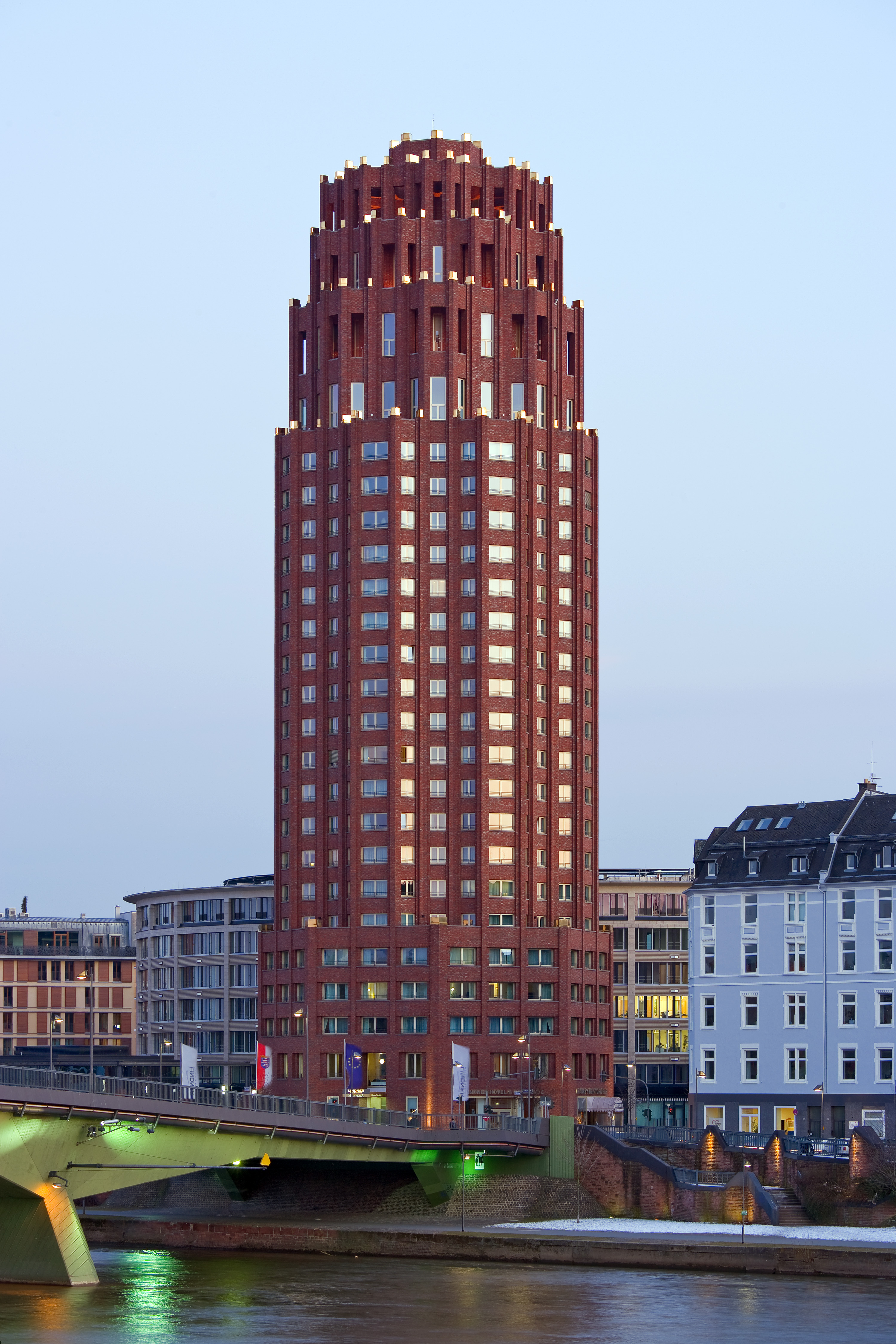
Main Plaza in Frankfurt am Main

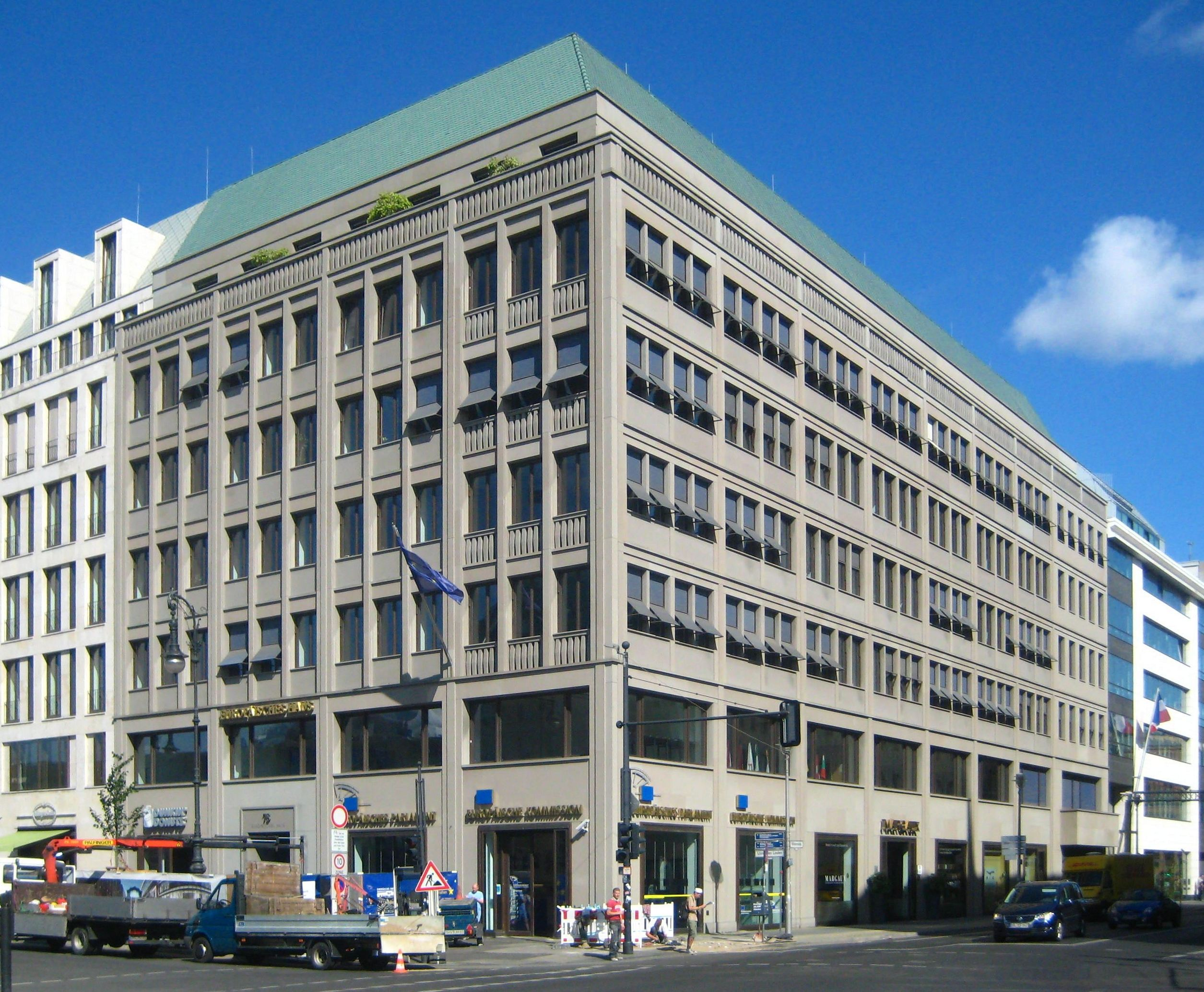
Europäisches Haus, Unter den Linden 78, Berlin-Mitte. 1997–1999 nach einem Entwurf von Hans Kollhoff erbaut.

- In Berlin entwarf Kollhoff unter anderem Gebäude für den Potsdamer Platz, wo er im Auftrag von der DaimlerChrysler AG das mittlere Hochhaus (Kollhoff-Tower) im New Yorker Backsteinstil entwarf. Zu seiner Bekanntheit tragen auch der Umbau des Hauses am Werderschen Markt, ehemals Reichsbank und Zentralkomitee der SED, zum Auswärtigen Amt und die Leibniz-Kolonnaden im Bezirk Charlottenburg-Wilmersdorf in der Nähe des Kurfürstendamms bei. 2005 gestaltete er den Innenraum des ehemaligen Varietés Metropol, in dem das „Goya“ zum 1. Dezember als exklusiver Club am Nollendorfplatz eröffnete, welches im folgenden Jahr wieder schloss.
- In Frankfurt am Main entwarf er im Deutschherrnviertel das 88 Meter hohe Wohnhochhaus Main Plaza. Beim Architekturwettbewerb zur Neugestaltung des Frankfurter Altstadtquartiers Dom-Römer gewann er den ersten Preis.[7]
- In Amsterdam entstand nach seinen Plänen der Wohnblock Piraeus im neuen Wohnviertel KNSM-eiland. Das 1990 geplante Gebäude kann sowohl als ausdifferenzierte Großform, als auch als morphologisch transformierter Block gelesen werden. Jede der vier äußeren Fassaden reagiert in eigenem Höhenverlauf und Fassadengestaltung auf die einmal städtische, einmal parkähnliche Umgebung. Der Großkörper richtet sich zum Wasser und Licht mit der Öffnung des Körpers zum Innenhof, welcher einen historischen Bestandsbau integriert. Bei der Fertigstellung 1994 distanzierte sich Hans Kollhoff öffentlich von dem Bau. Die Grünanlagen wurden von Mien Ruys entworfen.
- In Leipzig entstand auf dem Gelände der Alten Messe 1993 bis 1996 das Gebäude der Landeszentralbank für Sachsen und Thüringen nach dem Entwurf von Hans Kollhoff und Helga Timmermann.[10]
- In Chemnitz entwarf er die Fassade der im Zentrum auf dem Neumarkt erbauten Galerie Roter Turm.

## Mitgliedschaften
Kollhoff ist Präsident des Vereins Internationale Bauakademie Berlin, der zum Ziel hat, Schinkels Berliner Bauakademie zu rekonstruieren und als „Internationale Bauakademie Berlin“ auferstehen zu lassen.

## Ehemalige Assistenten
- Mike Guyer

## Veröffentlichungen
- Hans Kollhoff (Hrsg.): Gips – Baukunst des Schattens, Niggli 2005, ISBN 3-7212-0576-6.
- Hans Kollhoff (Hrsg.): Architekturlehre Hans Kollhoff, Niggli 2004, ISBN 3-7212-0491-3.
- Hans Kollhoff (Hrsg.): Häuser, Niggli 2000, ISBN 3-7212-0465-4.
- Hans Kollhoff (Hrsg.): Wohnen, Niggli 1999, ISBN 3-7212-0464-6.